# Kuna (Idaho)
Kuna è una città degli Stati Uniti d'America, situata nello Stato dell'Idaho, nella Contea di Ada.